# Guanlan
Guanlan (kinesiska: 观澜) är ett stadsdelsdistrikt i staden Shenzhen i provinsen Guangdong i sydöstra Kina. Det ligger i stadsdistriktet Longhua. Antalet invånare vid folkräkningen 2020 var 218 899.